# Liste der Landschaftsschutzgebiete im Landkreis Augsburg
Im Landkreis Augsburg gibt es drei Landschaftsschutzgebiete. (Stand: November 2018)

## Hinweise zu den Angaben in der Tabelle
- Gebietsname: Amtliche Bezeichnung des Schutzgebietes
- Bild/Commons: Bild und Link zu weiteren Bildern aus dem Schutzgebiet
- LSG-ID: Amtliche Nummer des Schutzgebietes
- WDPA-ID: Link zum Eintrag des Schutzgebietes in der World Database on Protected Areas
- Wikidata: Link zum Wikidata-Eintrag des Schutzgebietes
- Ausweisung: Datum der Ausweisung als Schutzgebiet
- Gemeinde(n): Gemeinden, auf denen sich das Schutzgebiet befindet
- Lage: Geografischer Standort
- Fläche: Gesamtfläche des Schutzgebietes in Hektar
- Flächenanteil: Anteilige Flächen des Schutzgebietes in Landkreisen/Gemeinden, Angabe in % der Gesamtfläche
- Bemerkung: Besonderheiten und Anmerkungen

Bis auf die Spalte Lage sind alle Spalten sortierbar.
| Gebietsname                 | Bild/Commons   | LSG-ID       | WDPA-ID | Wikidata  | Ausweisung | Gemeinde(n) | Lage     | Fläche ha | Flächenanteil | Bemerkung |
| --------------------------- | -------------- | ------------ | ------- | --------- | ---------- | ----------- | -------- | --------- | --- | --------- |
| Augsburg – Westliche Wälder | weitere Bilder | LSG-00417.01 | 395925  | Q59608104 | 1988       |             | Position | 69892,76  | Augsburg (2,2 %), Landkreis Augsburg (61,1 %), Landkreis Dillingen an der Donau (10,0 %), Landkreis Günzburg (15,7 %), Landkreis Unterallgäu (10,1 %), Landkreis Donau-Ries (0,9 %) |           |
| Kobelwald                   | weitere Bilder | LSG-00296.01 | 395775  | Q19963766 | 1979       |             | Position | 19,73     | Landkreis Augsburg (100 %) |           |
| Kreuzberg bei Thierhaupten  | weitere Bilder | LSG-00462.01 | 395970  | Q59612256 | 1992       |             | Position | 2,75      | Landkreis Augsburg (100 %) |           |